# Cruckshanksia
Cruckshanksia là một chi thực vật có hoa trong họ Thiến thảo (Rubiaceae).

## Loài
Chi Cruckshanksia gồm các loài:
- Cruckshanksia hymenodon Hook. & Arn.
- Cruckshanksia lithiophila Ricardi
- Cruckshanksia macrantha Phil.
- Cruckshanksia montiana Clos
- Cruckshanksia palmae Clos
- Cruckshanksia pumila Clos
- Cruckshanksia verticillata Phil.